# Oberamt Crailsheim (Fürstentum Ansbach)
Das Oberamt Crailsheim war eines von den 15 Verwaltungsgebieten des Fürstentums Ansbach.
Ab 1791/92 wurde das Fürstentum Ansbach vom preußischen Staat als Ansbach-Bayreuth verwaltet. Damit ging das Oberamt Crailsheim in dem Crailsheimer Kreis auf.

## Lage
Das Oberamt Crailsheim grenzte im Westen an Hohenlohe, Limpurg und die Reichsstadt Schwäbisch Hall, im Osten an das Oberamt Feuchtwangen, im Süden an die Fürstpropstei Ellwangen, Grafschaft Oettingen und Reichsstadt Dinkelsbühl und im Norden an Hohenlohe und die Reichsstadt Rothenburg.

## Struktur
Das Oberamt Crailsheim setzte sich zusammen aus dem Kasten- und Stadtvogteiamt Crailsheim, dem Kastenamt Werdeck oder Gerabronn, dem Kastenamt Bemberg oder Wiesenbach, dem Kastenamt An- und Lobenhausen, dem Renteiverwalteramt Goldbach und dem Verwalteramt Markertshofen.
Im Fraischbezirk des Oberamtes Crailsheim lagen 281 Orte, darunter 1 Stadt, 2 Marktflecken, 30 Pfarrdörfer, 10 Kirchdörfer, 135 Weiler und 100 einzelne Höfe oder Mühlen, 2 verfallene Schlösser, 1 ehemaliges Kloster. Insgesamt gab es 3798 Untertansfamilien, 2101 waren ansbachisch, 1697 fremdherrisch.
Im Einzelnen sind dies (in Klammern Anzahl der Anwesen, über die Crailsheim grundherrliche Ansprüche hatte, dann Gesamtzahl der Anwesen):
Aichelberghof (5/5), Aichelhof (0/2), Altenfelden (0/3), Altenmünster (32/34), Amlishagen (0/47), Anhausen, Kloster (0/0), Appensee (7/12), Asbach bei Kreßberg (0/4), Asbach bei Wallhausen (1/10), Auhof (2/2), Aumühle (1/1), Banzenweiler (5/11), Barenhaldenmühle (1/1)), Bartenmühle (1/1), Bautzenhof (0/2), Bechhof (0/2), Beeghof (0/19), Beimbach (20/24), Belgenthal (23/27), Belzhof (0/1), Bemberg (4/4), Bergbronn (1/10), Bernhardsweiler (0/34), Beuerlbach (22/24), Beutenmühle (0/2), Betzenhof (0/2), Birkelbach (1/10), Blaubach (14/31), Blaufelden (126/126), Blindhof (0/1), Bräunersberg (0/4), Brettenfeld (45/48), Bronnholzheim (18/31), Brunzenberg (0/5), Bubenmühle (0/1), Buch (0/4), Buckenweiler (0/10), Burgberg (1/1), Burleswagen (6/9), Bügenstegen (7/7), Connenweiler (0/0), Crailsheim (387/387), Eckarroth (0/9), Ellrichshausen (34/39), Elpershofen (0/8), Emmertsbühl (10/10), Engelhardshausen (32/32), Erkenbrechtshausen (0/19), Erpfersweiler (5/7), Esbach (0/7), Eulenmühle (1/1), Fichtenhof (0/4), Fischhaus (1/1), Flügelau, Schloss (0/0), Forst (0/8), Fuchshof (1/1), Gailroth (0/15), Gaisbühl (2/13), Gaismühle (1/1), Garthausen (0/3), Gerabronn (85/85), Gersbach (0/5), Geiselrot (0/7), Gerbertshofen (4/15), Giesrechenmühle (0/1), Goldbach (28/28), (G)rashof (0/4), Grosenhub (1/7), Gröningen (9/55), Grünberg (0/4), Gründelhardt (23/39), Grunbachsägmühle (0/1), Gunzach (0/8), Hagenhof (0/1), Halden (0/3), Hammermühle (0/1), Hammerschmiede bei Onolzheim (1/1), Hannenhof (0/2), Hannenseegmühle (0/1), Hardt (0/7), Hardhof und Mühle (0/3), Haselhof (10/10), Hausertsmühle (0/1), Heerbühl (0/12), Hegenberg (0/2), Heinershof (0/1), Heinkenbusch (0/2), Hainzenmühle (1/1), Heldenmühle (1/1), Hellmannshofen (3/13), Helmshofen (2/13), Hemmershof (1/1), Henkensägmühle (0/1), Hengstfeld (13/107), Herboldshausen (0/10), Hetzelhof (1/1), Hilpert (0/1), Hinteruhlberg (0/7), Hirschhof (0/3), Hirschmühle (0/1), Hohenberg (2/2), Hohenbronn (1/1), Honhardt (12/62), Hornberg (0/30), Horschhausen (5/11), Ingersheim (62/69), Ipshof (0/2), Jagstheim (49/89), Jagstzell (0/25), Kaihof (2/2), Kalchmühle (1/1), Käshof (2/2), Kernmühle (0/1), Ketschenweiler (0/5), Kleinbrettheim (11/17), Klinglesmühle (0/2), Knorrenmühle (0/1), Kottmannsweiler (1/5), Kreßbronn (0/2), Krettenbach (0/11), Krumbachs Seegmühle (0/1), Kupferhof (0/2), Kühnhard (7/14), Lautenbach (54/54), Leitsweiler (1/7), Lenkerstetten (2/16), Lentersweiler (5/9), Leukershausen (13/19), Liebesdorf (0/4), Limbach (4/8), Lindenhof (0/1), Lindlein (0/12), Lixhof (0/2), Lobenhausen (29/31), Lohr (5/5), Luramühle (0/0), Mainkling (0/13), Markertshofen (11/11), Mariäkappel (23/23), Maulach (18/18), Matzenbach (0/31), Mehlhof (0/2), Melbersmühle (0/1), Michelbach an der Heide (42/42), Michelbach an der Lücke (0/80), Michelfeilshäuslein (0/1), Mistlau an der Lauben (4/4), Mittelmühle bei Westgartshausen (0/1), Mittelmühle bei Sontheim (1/1), Musdorf (5/6), Naicha (1/7), Neidenfels (0/12), Nestleinsberg (0/2), Neuberg (2/2), Neustädtlein (0/28), Neuhaus (0/1), Neumühle (0/1), Niederweiler (0/5), Niederwinden (4/18), Oberdeufstetten (0/15), Ober- und Untermäußling (0/7), Obermühle bei Jagstheim (0/1), Oberndorf (6/7), Oberspeltach (19/33), Oberwinden (1/9), Ofenbach (5/6), Onolzheim (62/62), Ölmühle bei Lautenbach (0/1), Ölhaus (?), Oßhalden (3/11), Rain (3/9), Randenweiler (0/6), Rauenstadt (5/6), Rechenberg (0/12), Rech oder Grünberg (0/6), Rechenhausen (3/6), Regelshagen oder Oberweiler (13/13), Reifenhof (0/1), Rezweilerhof (0/?), Reuenthal (0/2), Reumühle (0/1), Riedsweiler (0/2), Riegelhof (0/2), Rockhalden (9/9), Ropfershof (0/1), Roßbürg (5/10), Rosenberg (0/60), Roßfeld (39/40), Rot am See (55/55), Rother Seemühle (1/1), Rothof (0/1), Rotmühle (1/1), Rötsweiler (0/1), Röthendorf (0/4), Röthlein (0/14), Rüddern (6/9), Rudolfsberg (16/16), Ruppersbach (0/4), Rückershagen (11/19), Saalbach (9/11), Sandhof (0/6), Satteldorf (10/41), Sattelhaus (0/1), Sauerbronnen (1/1), Saurach (0/3), Schainbach (4/16), Scheubenhof (0/1), Schimmelhof (0/2), Schleehardshof (1/1), Schleifmühle (0/1), Schmalfelden (20/22), Schönbronn bei Kreßberg (0/6), Schönbronn bei Wallhausen (4/13), Schüsselhof (0/1), Schüttberg (15/15), Schwarzenhorb (3/3), Schwarzenmühle (1/1), Seegmühle bei Schimmelhof (0/1), Seegmühle bei Stimpfach (0/1), Selgenstadt (16/16), Seibotenberg (10/13), Seidelsdorf (0/20), Sigisweiler (11/17), Siglershofen (1/13), Simonsberg (0/4), Sixenhof (0/1), Sixenmühle (0/1), Sperrhof (0/2), Spielhöflein (0/1), Spitzenmühle (0/1), Stegenhof (0/2), Steinbach am Wald (7/7), Steinbach an der Jagst (10/21), Steinenhaig (2/4), Steineweiler (0/3), Stetten (6/15), Stimpfach (0/45), Stöckhof (2/2), Streitberg (0/3), Tempelhof (0/1), Tiefenbach (32/54), Trienspach (16/31), Triftshausen (3/16), Unterdeufstetten (0/50), Unterlutamühle (1/1), Unterrakeldshausen (0/0), Unterradach (2/4), Unterspeltach (1/16), Unterweiler (12/12), Vehlenberg (7/7), Vehlweiden oder Kupelinsmühle (1/1), Veitswend (0/4), Volkershausen (4/4), Vorderuhlberg (0/10), Waidenhausermühle (0/1), Waidmannsberg (4/5), Waldbuch (2/13), Waldeck (0/13), Wäldershub (29/29), Waldtann (24/41), Wallhausen (53/53), Wegses (5/5), Weilershof (0/1), Weipertshofen (17/23), Werdeck, Schloss (0/0), Werdecker Hof (2/2), Westgartshausen (20/22), Weiher- oder Sägmühle (0/1), Wiesenbach (74/78), Wiesenmühle (0/1), Wildenstein (0/67), Willa (3/5), Winterberg (0/2), Wittau (10/10), Wittenweiler (6/13), Wollmershausen (0/9), Wüstenau (15/18), Zankhof (0/1), Zollhof (1/1), Zum Wagner (0/2).